# Otarocyon
Otarocyon ("perro orejudo") es un género de mamífero carnívoro perteneciente a la subfamilia Borophaginae de pequeño tamaño, endémico de América del Norte durante el Oligoceno, hace aproximadamente 33,9—20,6 millones de años. Otarocyon existió durante aproximadamente 12,7 millones de años.

## Especies
- O. macdonaldi: vivió durante el Oligoceno Inferior desde hace (2 millones de años. El peso de dos especímenes se calculó en 0,703 kilogramos y 0,761 kg.
- O. cooki del Oligoceno Superior desde hace (6 millones de años. Se calculó el peso de dos fósiles en 0,558 kilogramos y 0,761 kg. Sus fósiles se han hallado en los estados de Montana, Wyoming y Dakota del Sur en Estados Unidos.

Adicionalmente a su diferencia de edad, O. macdonaldi difiere de O. cooki en su menor tamaño y presenta menos desarrollo en las características que definen el género. O. macdonaldi es el miembro más antiguo que se conoce de la subfamilia Borophaginae, sin embargo el género posterior Archaeocyon era más primitivo.

## Taxonomía
Otarocyon fue un borofagínido caracterizado por un cráneo corto y ancho, un oído medio especializado, dientes premolares largos y simples que estaban adaptados en forma incipiente a una dieta hipocarnívora. A pesar de existir durante el Oligoceno, el cráneo de Otarocyon muestra similitudes marcadas con el actual fénec, principalmente en la estructura de su oído medio. Estas similitudes se deben probablemente a evolución convergente, pero sugiere que Otarocyon pudo ser similar en su apariencia y hábitat.

## Morfología
Se examinaron dos especímenes para estimar su masa corporal la cual resultó en 0,689 kilogramos para uno de ellos y en 0,747 para el otro.